# Pudinga
La pudinga en petrografia és un conglomerat d'elements arrodonits, el nom comú és pedra avellanada o avellanat. És un tipus de roca sedimentària. Es forma quan còdols, provinents de vegades del jaç d'un riu o d'una platja, són cementats junts mitjançant sílice que fa de matriu d'unió. La roca formada és molt dura i resistent al desgast. S'utilitza com a pedra d'afilar i per a la construcció d'edificis. Els còdols que conté són generalment de pedrenyal, i tant aquests com la matriu estan fets de sílice. La paraula prové del francès, d'una adaptació feta al segle xvii de l'anglès puddingstone, que vol dir «pedra que sembla un púding», igual com el nom comú català d'«avellanat». Es pot utilitzar per la construcció de parets en sec. Quan el conglomerat s'ha fet de cairells trencats no arrodonits es parla de bretxa.
Una gran part de la muntanya de Montserrat està feta de pudinga. El mateix procés d'erosió que va formar el massís de Montserrat on «amb serra d'or, els angelets serraren eixos turons», pot tenir efectes més dramàtiques. El 1806, una massa d'uns quaranta milions de metres cúbics de pudinga es van separar del cim del Rossberg, una muntanya de la Suïssa Central. Va destruir els pobles de Goldau, Busingen, Röthen i Lauerzés i més de quatre cents cinquanta persones van morir en el desastre causat per l'ensulsiada. La roca s'havia erosionat per acció de l'aigua, i el temps transcorregut havia fet el lloc extremadament inestable, un procés d'erosió que queda predictible i no gaire rar.